# Tennistavolo ai III Giochi europei
Gli incontri di tennistavolo ai III Giochi europei si sono disputati dal 23 giugno al 1º luglio 2023 presso la Hutnik Arena di Cracovia.

## Podi
| Specialità                   | Oro                                                     | Argento                                                 | Bronzo                                         |
| Torneo individuale maschile  | Félix Lebrun                                            | Marcos Freitas                                          | Alexis Lebrun                                  |
| Torneo individuale femminile | Bernadette Szőcs                                        | Xiaoxin Yang                                            | Elizabeta Samara                               |
| Torneo a squadre maschile    | Germania Patrick Franziska Dang Qiu Dimitrij Ovtcharov  | Svezia Truls Möregårdh Kristian Karlsson Anton Kallberg | Francia Felix Lebrun Alexis Lebrun Simon Gauzy |
| Torneo a squadre femminile   | Romania Adina Diaconu Bernadette Szőcs Andreea Dragoman | Germania Nina Mittelham Xiaona Shan Ying Han            | Portogallo Matilde Pinto Fu Yu Jieni Shao      |
| Torneo a squadre miste       | Germania Dang Qiu Nina Mittelham                        | Ungheria Nandor Ecseki Dora Madarasz                    | Romania Ovidiu Ionescu Bernadette Szőcs        |

## Medagliere
| Pos.   | Paese      | Oro | Argento | Bronzo | Totale |
| ------ | ---------- | --- | ------- | ------ | ------ |
| 1      | Germania   | 2   | 1       | 0      | 3      |
| 2      | Romania    | 2   | 0       | 2      | 4      |
| 3      | Francia    | 1   | 0       | 2      | 3      |
| 4      | Portogallo | 0   | 1       | 1      | 2      |
| 5      | Ungheria   | 0   | 1       | 0      | 1      |
| 5      | Svezia     | 0   | 1       | 0      | 1      |
| 5      | Monaco     | 0   | 1       | 0      | 1      |
| Totale | Totale     | 5   | 5       | 5      | 15     |